# Tiziano Crudeli
Tiziano Crudeli, född 24 juni 1943 i Forlì, Italien, är en italiensk sportjournalist och fotbollskommentator.
Crudeli är känd för att bli extremt känslosam under de fotbollsmatcher han kommenterar.